# Опукская-Юбилейная
Опукская-Юбилейная, шахта имени 10-летия УСА, КН 994-1 — карстовая шахта на горе Опук на юге Керченского полуострова образованная в известняках меотического яруса. Открыта в июне 1996 года. Описана и зарегистрирована Б. А. Вахрушевым, введена в кадастр пещер Крыма в 2010 году.

## Описание
Открыта в ходе комплексных исследований горы Опук спелеологами Лаборатории карста и спелеологии Таврического национального университета имени В. И. Вернадского летом 1996 года. Своё название она получила в связи с отмечавшимся в 2002 году 10-летним юбилеем Украинской спелеологической ассоциации. Внесена в Кадастр пещер Крыма 2 марта 2010 года, в Информационно-поисковую систему «Пещеры» в 2017 году. Кадастровый номер 4502/3613-1, альтернативный номер 994-1.
Опукская синклиналь сложена меотическими известняками подстилаемыми сарматскими глинами и расположена в пределах одноимённого мыса на крайнем юге Керченского полуострова. Она представляет собой небольшую замкнутую складку, её высшая точка гора Опук возвышается на 184 м над уровнем моря. Меотические известняки образуют структурно-денудационное бронированное плато, примыкающее плато крупного оползневого блока, смещенного без вертикального вращения и холмисто-волнистую поверхность скальных оползней с повернутыми по вертикали блоками. Складка сильно иссечена разломами (сейсмогенными рвами), в ней обнаружено несколько небольших естественных пещер, таких как шахты Опукская-Юбилейная и Затерянный мир, частично засыпанных обломочным материалом.
Верхняя часть шахты находится на дне сейсмогравитационного или сейсмокарстового рва, частично с обломочным материалом. В южной стене имеется наклонный ход уходящий под углом 60° на глубину 15 метров. Небольшая узость отделяет от него зал высотой до 7 метров трещинной морфологии, также с обломочным материалом на дне. В нижней части имеется ход, уходящий в глубь массива проходимый до глубины 33 м.
Отмечается, что карстовые процессы в шахте, как и во всём карстовом районе Опук замедлены из-за низкого (360—400 мм в год) уровня осадков и высокого уровня испарения. Влага в полостях имеет в основном конденсатное происхождение.
Кроме шахты Опукская-Юбилейная (10-летия УСА) обнаружено ещё несколько полостей: Затерянный мир (глубина 35 м, проходима на 27) и несколько мелких безымянных.
В этой же области имеются несколько искусственных пещерных систем — Опукские каменоломни.